# پست‌اشتادیون
پست‌اشتادیون (آلمانی: Poststadion) یک ورزشگاه در شهر برلین، آلمان است.
این ورزشگاه که در سال ۱۹۲۹ تأسیس شده دارای ۱۰۰۰۰ نفر ظرفیت می‌باشد، پست‌اشتادیون میزبان بخشی از مسابقات فوتبال بازی‌های المپیک تابستانی ۱۹۳۶ بوده‌است.

## نگارخانه

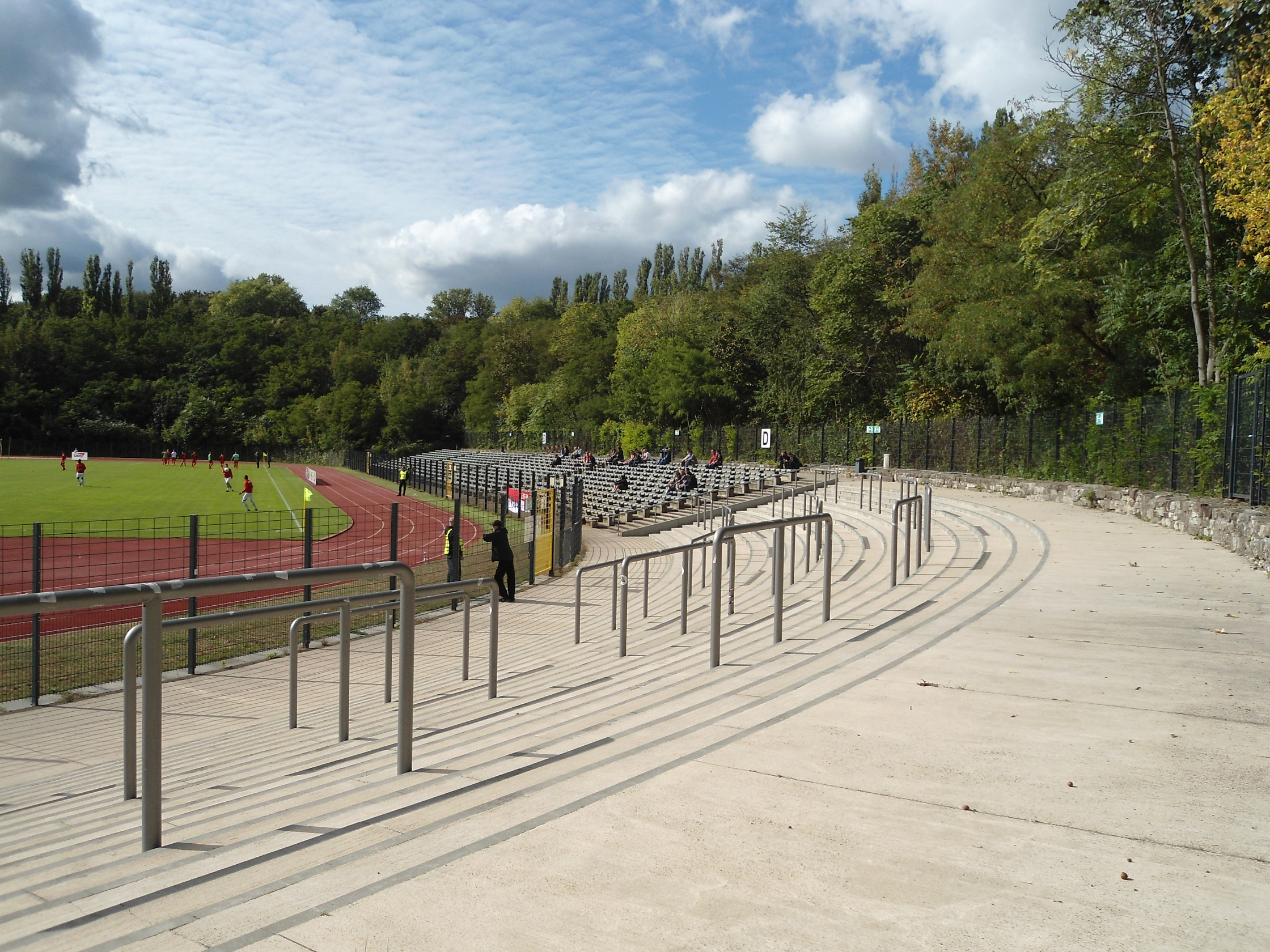
Corner terrace and open seating, 2012
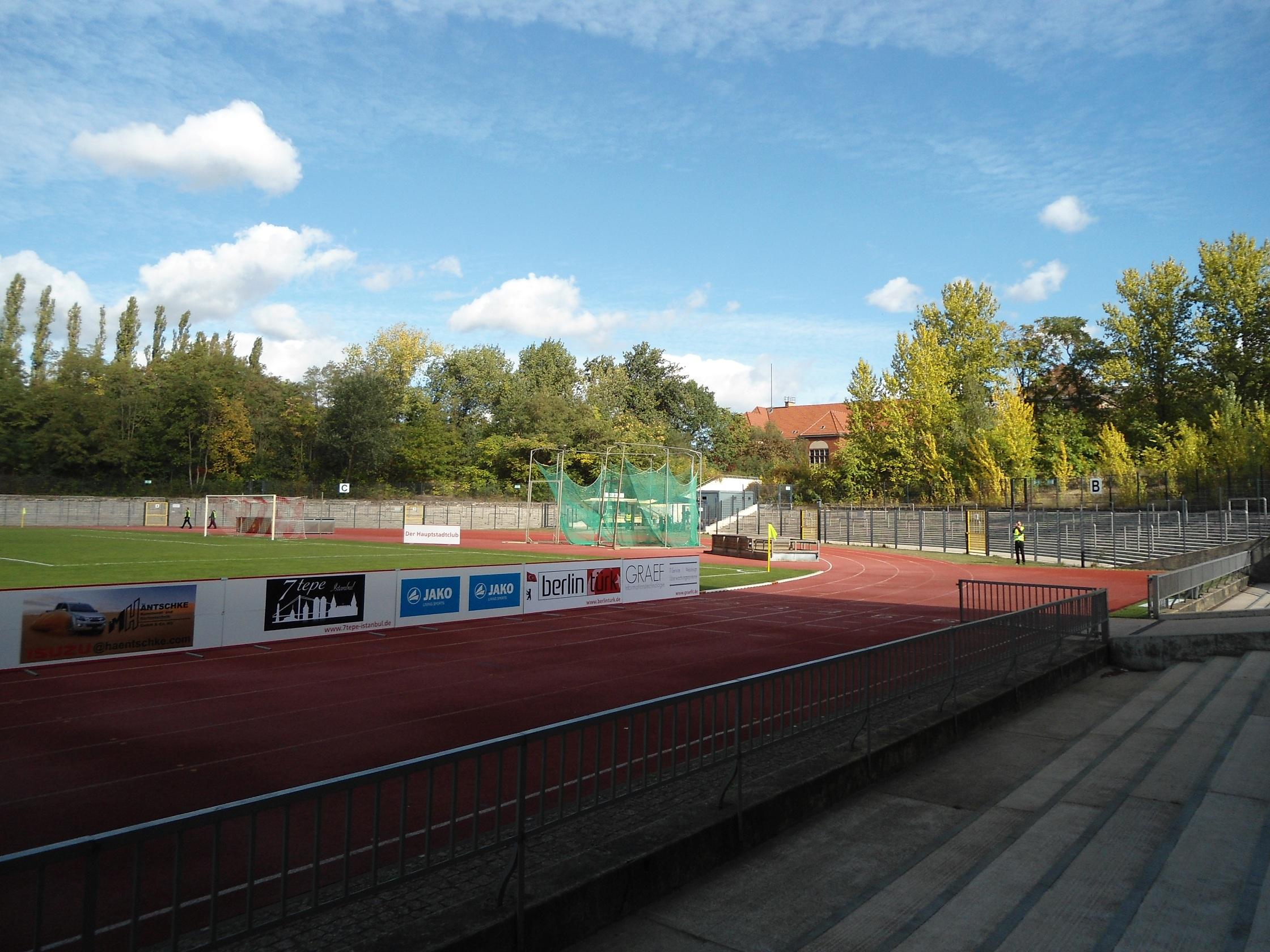
Terraced end of the ground, 2012
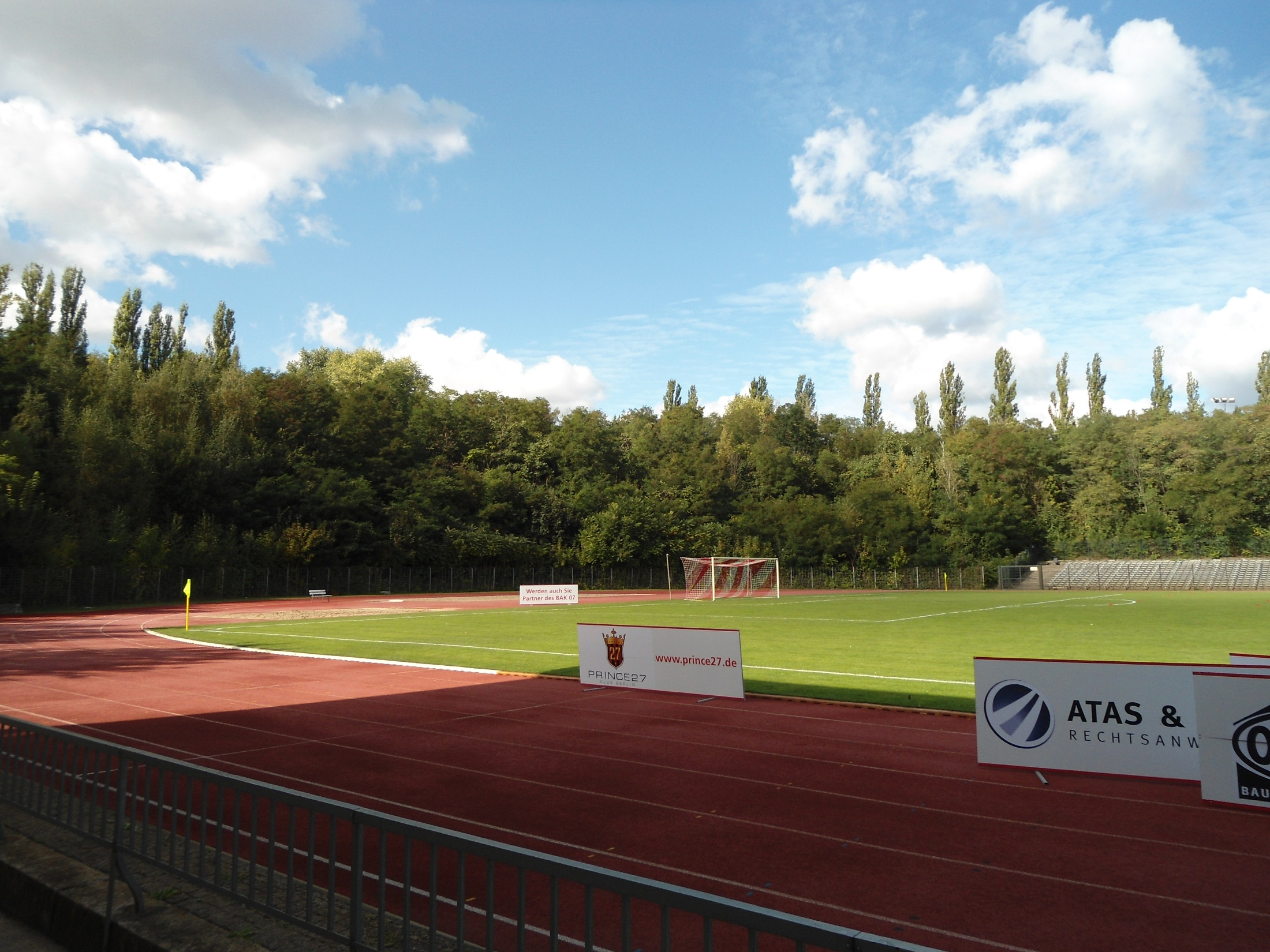
Undeveloped end of the ground, 2012
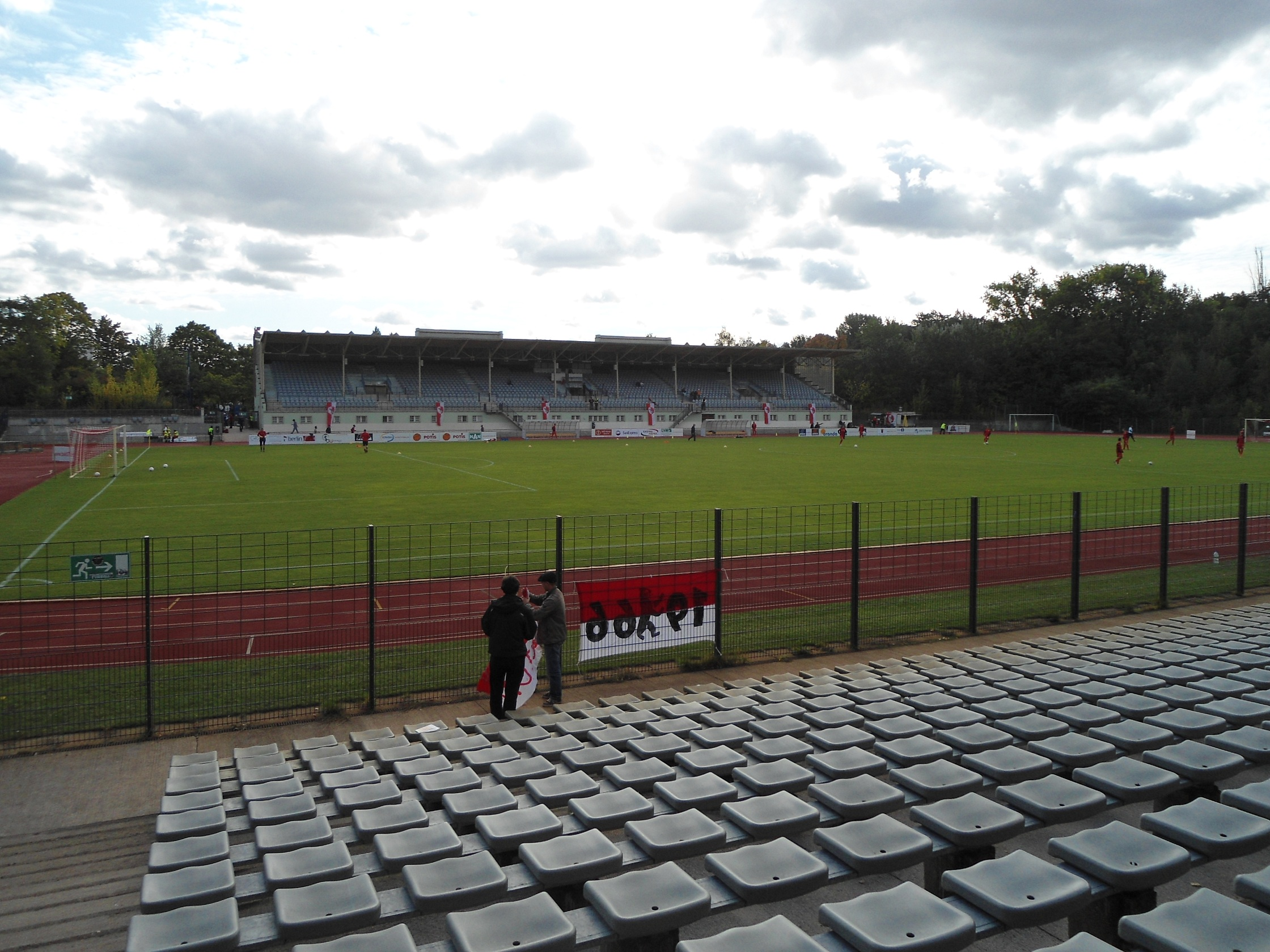
Main stand from the other side of the pitch, 2012
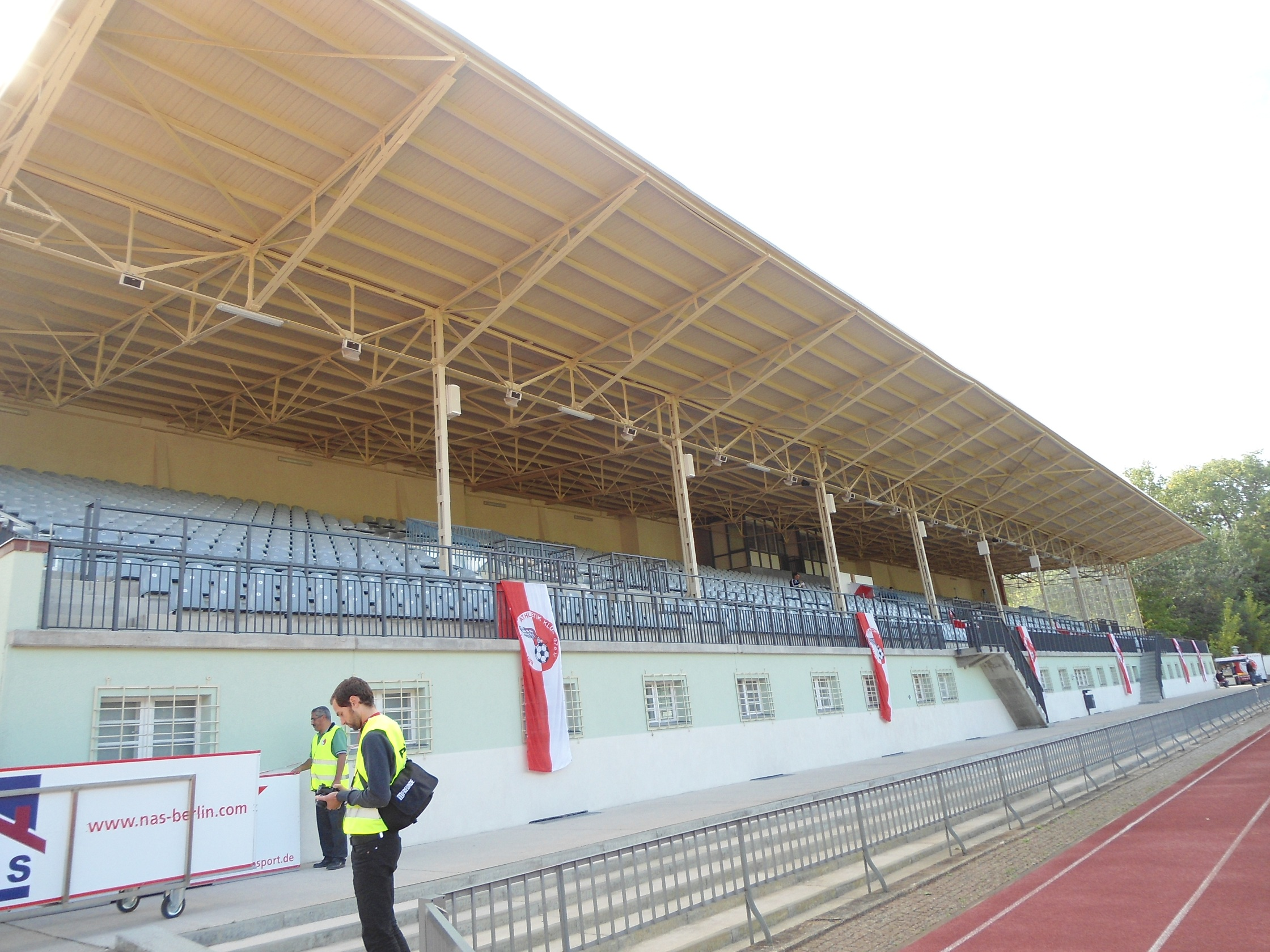
Main stand, 2012
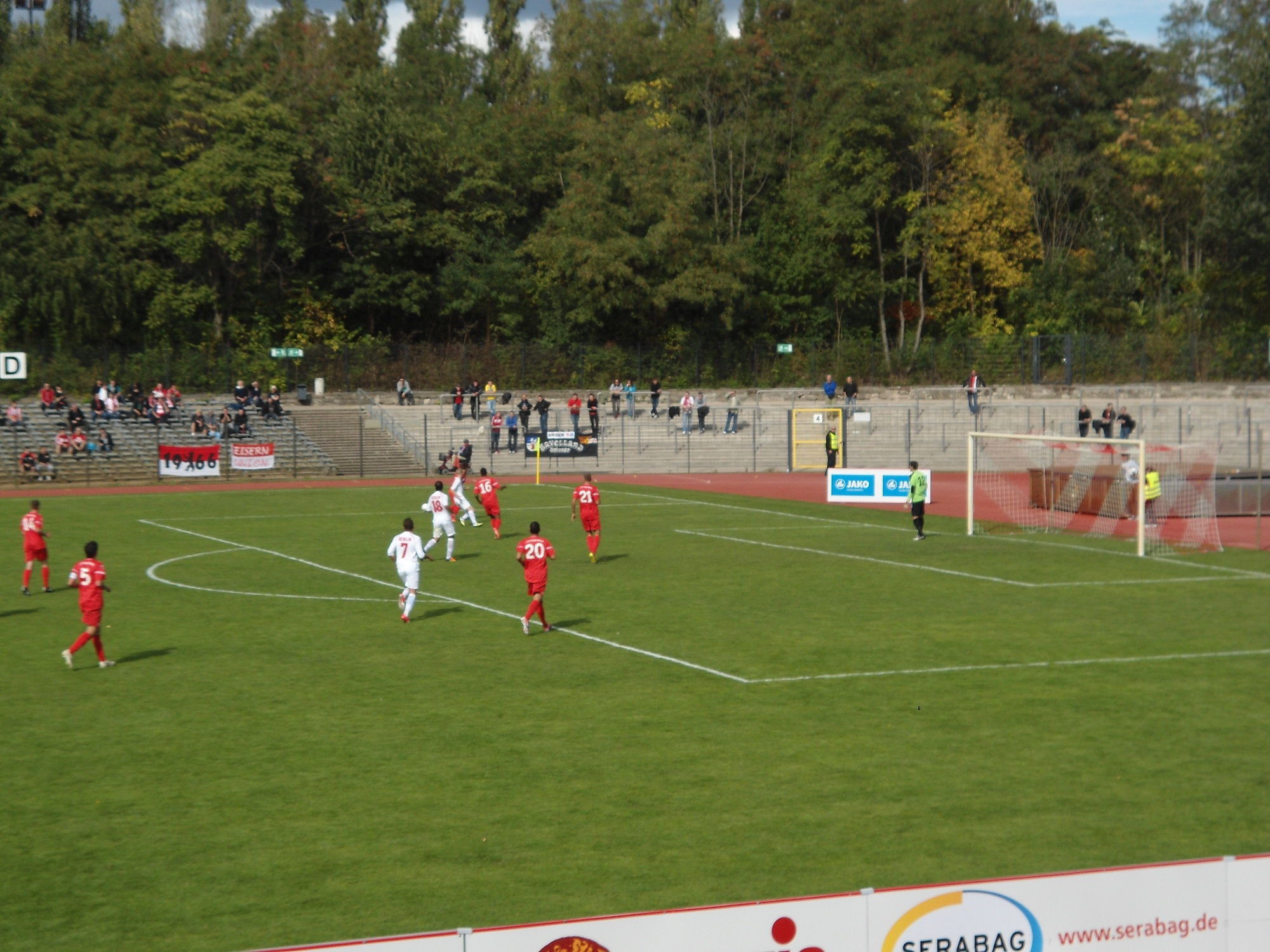
AKB '07 vs 1 FC Berlin II, 2012